# Aequoreus huangi
Aequoreus huangi är en insektsart som beskrevs av Fernando Chiang 1991. Aequoreus huangi ingår i släktet Aequoreus och familjen dvärgstritar. Inga underarter finns listade i Catalogue of Life.